# Károly Ferdinánd francia királyi herceg
Charles Ferdinand d’Artois (magyarosan: Károly Ferdinánd; Versailles, Francia Királyság, 1778. január 24. – Párizs, Francia Királyság, 1820. február 14.), a Bourbon-házból származó francia királyi herceg, Berry hercege, Károly, Artois grófja (később francia király) és Savoyai Mária Terézia legkisebb fia. 1820-ban egy bonapartista merénylő, Louis Pierre Louvel meggyilkolta. A merénylet nyomán XVIII. Lajos király a liberálisok ellen fordult, Franciaországban ultrakonzervatív politikai fordulat ment végbe.

## Élete

### Származása
Károly Ferdinánd herceg 1778. január 24-én született a versailles-i királyi palotában.
Édesapja a Bourbon-házból származó Károly Fülöp királyi herceg (1757–1836) volt, Lajos Ferdinánd királyi herceg (1729–1765) és Mária Jozefa Karolina szász hercegnő (1731–1767) fia, XV. Lajos király és III. Ágost lengyel király unokája, 1824–1830 között X. Károly néven Franciaország királya.
Édesanyja a Savoyai-házból származó Mária Terézia szárd királyi hercegnő (1756-1805) volt, III. Viktor Amadé szárd–piemonti királynak, Savoya hercegének (1726–1796) és Mária Antonietta Ferdinanda spanyol infánsnőnek (1729–1785) leánya, V. Fülöp spanyol király unokája.
A szülők házasságából 4 gyermek született:
- Lajos Antal herceg, Angoulême hercege (1775–1844), 1824-től trónörökös (dauphin), 1830-ban rövid ideig, névlegesen XIX. Lajos néven Franciaország királya.
- Zsófia hercegnő (1776–1783), fiatalon meghalt.
- Károly Ferdinánd herceg, Berry hercege (1778–1820).
- Mária Terézia (*/† 1783), születésekor meghalt.

Születésekor nagybátyjától, XVI. Lajos királytól megkapta a Berry hercege (duc de Berry) címet.

### Gyermekkora a királyi udvarban
Az ancien régime idején a versailles-i kastélyban élt szüleivel, királyi nagybátyjának udvarában. Bátyjával, Lajos Antal herceggel együtt nevelkedett. Apja, Artois grófja szélsőségesen konzervatív nézetei miatt gyűlölt személy volt a polgárság szemében. Berry hercege a forradalom kitörésének évében 11 éves volt. Nagybátyja, a király 1789. június 30-án a Jeruzsálemi Szent János lovagrend franciaországi nagypriorjává emelte.
1789. július 13-án, a Bastille elfoglalásának előestéjén, a kezdődő zavargások láttán apja, Artois grófja a bátyjának, XVI. Lajos királynak utasítására elhagyta Franciaországot, nehogy politikai gyilkosság áldozatává váljék. Először Brüsszelbe mentek, de a forradalmi hadsereg közeledésére Koblenzbe költöztek. Károly Ferdinánd herceg anyai nagyapjának, III. Viktor Amadé szárd–piemonti királynak hívására egy ideig Torinóban éltek.

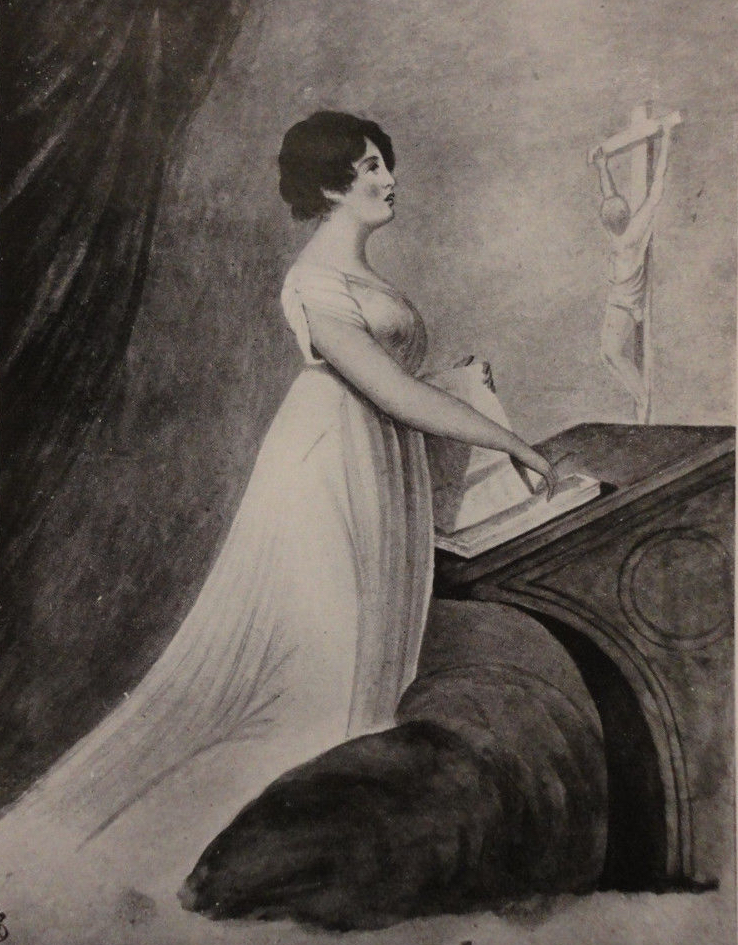
Amy Brown Freeman

### Emigráció és az első házasság
1792-ben Károly Ferdinánd, Berry hercege beállt unokafivérének, Condé hercegének (1736–1818) emigráns royalista hadseregébe. A Braunschweigi Hercegségben élt, 1797-ben bátyjával, Lajos Antallal, Angoulême hercegével együtt osztrák hadseregbe szándékozott átlépni, de Ausztria katonai veresége és a Campo Formió-i béke értelmében a francia királyi család tagjainak távozniuk kellett a német fejedelemségekből. I. Pál cár hívására az Orosz Birodalomba menekültek. A cár a Kurlandi Hercegségben (a mai Lettországban) fekvő Mittau kastélyát jelölte ki számukra lakóhelyül. 1799-ben bátyja, Angoulême hercege itt vette feleségül Mária Terézia Sarolta francia királyi hercegnőt, XVI. Lajos egyetlen életben maradt gyermekét.
1801-ben Angliába költözött, és 13 éven át, a napóleoni háborúk végéig ott is maradt. Itt viszonyt kezdett a polgári származású Amy Brown Freeman-nel (1783–1876), John L. Brown és Anne Deacon leányával, akinek első, elhalt férjétől, bizonyos Freemantől volt már egy 1804-ben született, John nevű fia. (Az első férj sorsa ismeretlen). 1806-ban Berry hercege titokban feleségül vette Amy Brownt, akitől ezután két leánya született:
- Charlotte Marie Augustine de Bourbon (1808–1886), 1820-tól Issoudun grófnője, aki 1823-ban Ferdinand Victor Amédée de Faucigny-Lucinge-hez, Lucinge I. hercegéhez ment feleségül.[1]
- Louise Marie Charlotte de Bourbon (1809–1891), 1820-tól Vierzon grófnője, aki 1827-ben Athanae Charles Marin de Charette de la Contrie-hez, Charette bárójához ment feleségül.[2] Az ő későbbi utódai közé tartozik Hervé de Charette konzervatív politikus (* 1938), aki 1995–97 között Alain Juppé kormányának külügyminisztere volt.

1814-ben, Napóleon első lemondása után Károly Ferdinánd herceg visszatért Franciaországba, ekkor megszakította Amy Brown Freemanhez fűződő viszonyát, 1815-ben hivatalosan el is váltak. A titkos házasságból született két leányának Berry herceg nagybátyja, XVIII. Lajos király 1820. június 10-én francia grófnői rangokat adományozott. A herceg 1820-ban, halálos ágyán mindkettőjüket törvényes főrangú gyermekének ismerte el, a leányok később francia főnemesi családok tagjaihoz mentek feleségül.

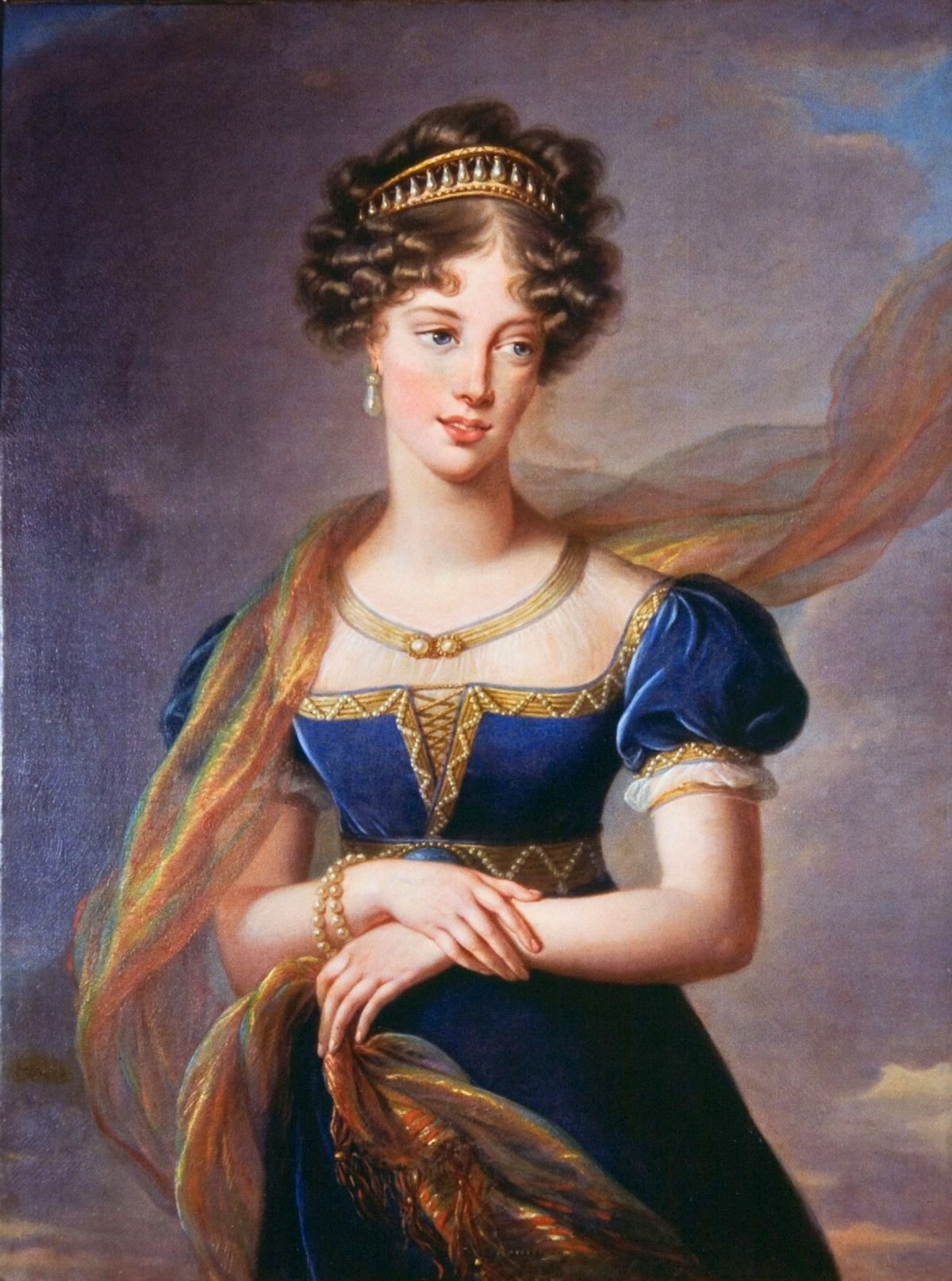
Mária Karolina Ferdinanda, Berry hercegné (Élisabeth Vigée Le Brun műve)

### Restauráció és a második házasság
1814-ben Berry hercege hazaköltözött Párizsba. A Bourbon-restauráció során határozott viselkedésével és egyenes gondolkodásával kivívta honfitársainak rokonszenvét, valamelyest enyhítve a közismerten konzervatív gondolkodású apjával, Artois grófjával szembeni gyűlöletet. 1815-ben, amikor Napóleon császár visszatért Elba szigetéről, XVIII. Lajos király Berry hercegét nevezte ki a párizsi királyi hadsereg főparancsnokává, és arra utasította, akadályozza meg a „bitorló” bevonulását a fővárosba. A csapatok azonban nem maradtak hűségesek a király unokaöccséhez, hanem átpártoltak Napóleonhoz. Károly Ferdinánd herceg Gentbe menekült, és ott várta ki a „száz napos uralom” végét.
A konszolidáció előrehaladtával Károly Ferdinánd, Berry hercege 1816. április 24-én képviselők útján (per procurationem), majd június 17-én a párizsi Notre-Dame-székesegyházban személyesen is feleségül vette Mária Karolina Ferdinanda Lujza nápoly–szicíliai királyi hercegnőt (1798–1870), a Bourbon-házból való I. Ferenc nápoly–szicíliai király (1777–1830) és a Habsburg–Lotaringiai-házból származó Mária Klementina osztrák főhercegnő (1777–1801) legidősebb leányát.
Házasságukból 4 gyermek született, de csak ketten érték meg a felnőttkort.
- Louise Isabelle de Bourbon hercegnő (*/† 1817–1817), születésekor meghalt.
- Louis de Bourbon herceg (*/† 1818), születésekor meghalt.
- Louise Marie Thérèse de Bourbon hercegnő (1819–1864), aki 1845-ben a Bourbon-házból való III. Károly parmai herceghez (1823–1854) ment feleségül, és 1854–1859 között régensként uralkodott Parmában.
- Henri de Bourbon, Bordeaux hercege (1820–1883), Chambord grófja, 1844-től a legitimisták számára V. Henrik francia király, aki 1846-ban Mária Terézia Beatrix modenai hercegnőt vette feleségül.

Mivel sem XVI. Lajosnak, sem XVIII. Lajosnak nem voltak élő férfi leszármazottai, a francia Bourbon-ház főágának törvényes örökösét csak Artois grófjának, a jövendő X. Károly királynak két fia biztosíthatta. Az idősebbik fiúnak, Lajos Antalnak, Angoulême hercegének sem volt férfi örököse, ezért öccsétől, Berry hercegétől várták a királyi trón jövendő várományosát. Tragikus módon az ő első gyermekei is meghaltak, és 1820 elején csak egy leánya élt, Louise-Marie hercegnő. A legkisebb fiú, Henri, Bordeaux hercege, Chambord grófja a Bourbon-házi francia királyok utolsó egyenes ági leszármazottja már 1820. szeptember 29-én született, 7 hónappal apjának meggyilkolása után.

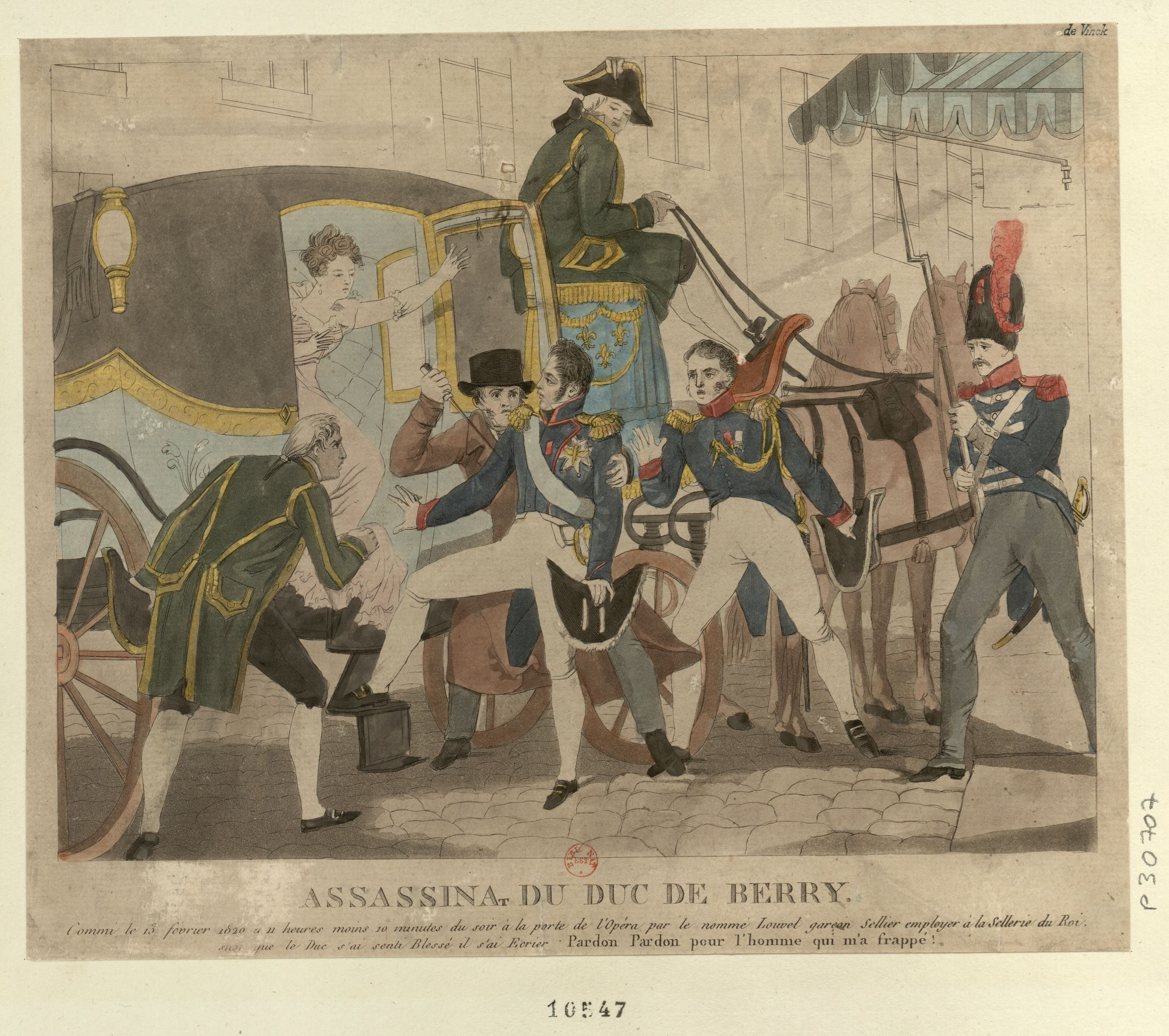
Korabeli rajz a gyilkosságról

### Meggyilkolása
1820. február 13-án este feleségével együtt egy operaelőadást tekintett meg az akkori párizsi Operaházban (a Salle Montansier-ban, Párizs 2. kerületében, a Rue de la Loi-n, amelynek mai neve Square Louvois). A hercegné a felvonásközi szünetben távozni kívánt, férje kikísérte őt a várakozó hintóhoz. Amikor visszaindult a színház épületébe, egy férfi rátámadt és tőrt döfött a mellébe. A seb végzetesnek bizonyult. Berry hercege tudatánál maradt, haláltusája egész éjszakán át tartott. Halálos ágyánál az egész királyi család összegyűlt.
A haldokló megbocsátott gyilkosának és kegyelmet kért számára. Kérte, hogy a királyi család gondoskodjék első feleségéről, Amy Brown Freemanről, és annak első házasságából született fiáról, John Freemanről is. Szenvedései február 14-én reggel fél hétkor értek véget. A meggyilkolt Berry herceget a francia királyok hagyományos temetkezőhelyén, Párizs mellett, Saint-Denis-ben, a Saint-Denis-székesegyházban temették el.
A merénylőt, egy Louis Pierre Louvel nevű párizsi nyeregkészítő munkást elfogták és még aznap éjjel kihallgatták. Louvel azt vallotta, Bonaparte Napóleon híve, gyűlöli a királyságot, és ki akarja irtani a Bourbon-ház írmagját is. Bíróság elé állították, halálra ítélték, 1820. június 7-én nyaktilóval kivégezték.

### Özvegyének és utódjának későbbi sorsa
Az utószülött Henrik herceg, aki nagybátyjától, a királytól a Bordeaux hercege címet kapta, a Bourbon-ház francia főágának utolsó férfi sarja volt. A történelem Henri d’Artois, Chambord grófja néven tartja őt számon. Gyermektelenül elhunyt nagybátyjának, Angoulême hercegének 1844-ben bekövetkezett elhunyta után a francia legitimisták Chambord grófját V. Henrik néven kikiáltották Franciaország és Navarra királyává. 1846-ban Mária Terézia Beatrix modenai hercegnőt vette feleségül, de a házasság gyermektelen maradt, a Bourbon-ház királyi ága kihalt.
Özvegye, Mária Karolina hercegné 1831-ben titokban házasságot kötött Ettore Lucchesi-Palli gróffal (1805–1834). 1832-ben a Vendée-ban legitimista felkelést vezetett, sikertelenül próbálta megszerezni fia számára a francia trónt. A francia hatóságok letartóztatták, Blaye várába zárták, itt egy leányt szült. Eltitkolt házasságának ténye kitudódott, az özvegy hercegné elveszítette a legitimisták rokonszenvét és támogatását. Személye politikailag érdektelenné vált, 1833 júniusában szabadon engedték, második férje után utazott Szicíliába, 1864-ben ismét megözvegyült. Ausztriában élt haláláig, 1870-ig.
Amy Brown Freeman 93 éves korában, 1876. május 7-én hunyt el ifjabbik veje családjánál, a Contrie kastélyban (Château de la Contrie). Berry hercegétől született fia, John Freeman 1866-ban halt meg Zürichben.

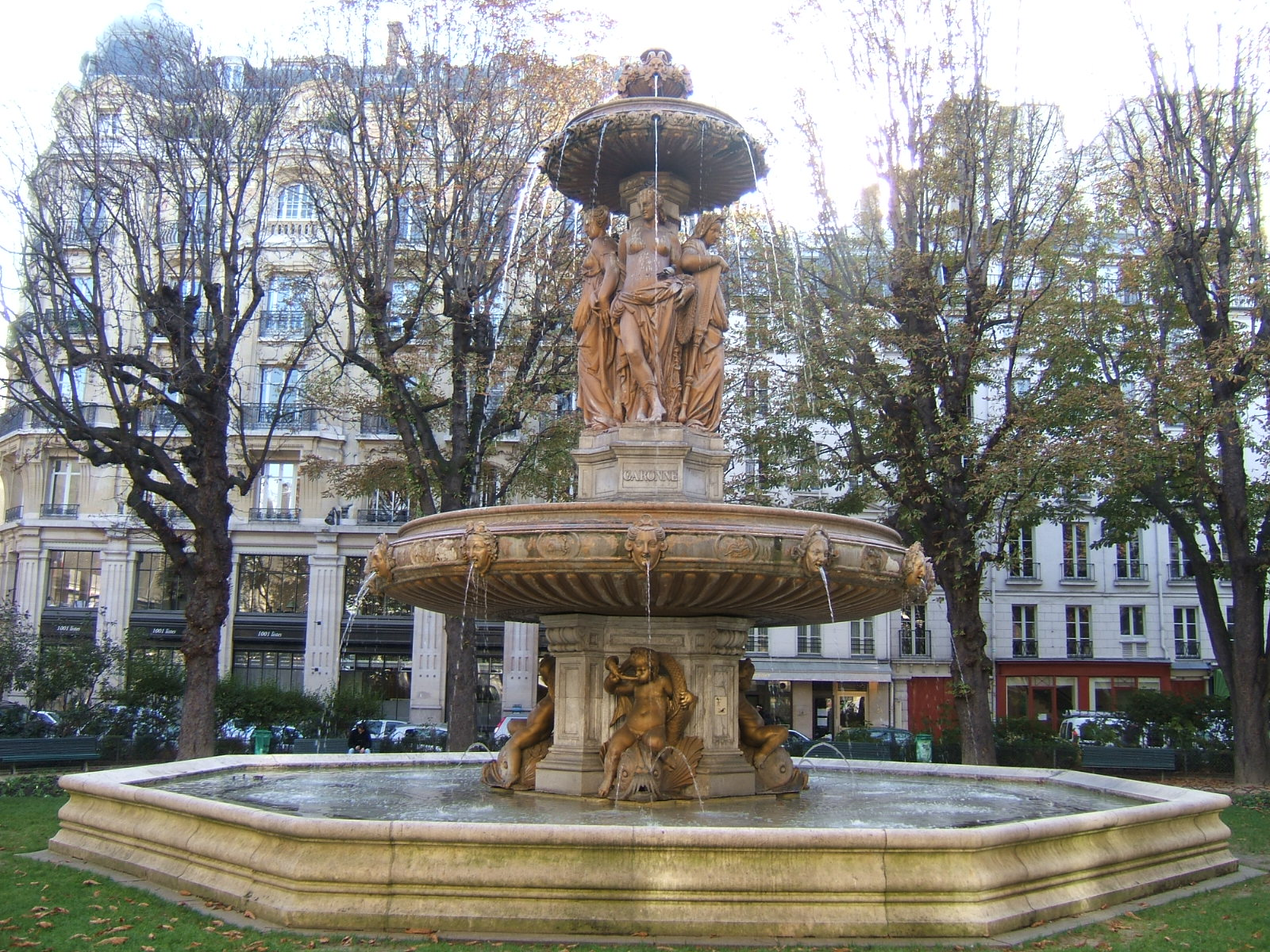
A Louvois szökőkút, az egykori Operaház helyén.

### A merénylet politikai következményei
A bonapartista merénylet híre felkorbácsolta a royalista szenvedélyeket, ami egy éven belül teljes ultrakonzervatív hatalomátvételhez vezetett. XVIII. Lajos, aki eddig mérsékelten liberális politikát folytatott, most túlzottan liberálisnak látta főminiszterét, egyben rendőrminiszterét, Élie Decazes-t, akit a merénylet után azonnal el is csapott. Decazes-t az ultraroyalista sajtó bűnös hanyagsággal vádolta meg, és bíróság elé állítását is követelte. Választójogi törvénytervezetét, amit Decazes néhány hónappal korábban nyújtott be, elvetették.
A király Richelieu herceget (1766–1822) nevezte ki új főminiszterévé, aki 1815–1818 között, a Restauráció kezdetén állt kormánya élén. Az egyéni szabadságjogokat és a sajtószabadságot felfüggesztették. Újra bevezették a sajtócenzúrát. A magas vagyoni cenzushoz kötött választójog alapján megtartott 1820 novemberi választásokon az ultraroyalisták nagyarányú győzelmet arattak, és maguk alá gyűrték az ellenzéket. A túlsúlyra jutott ultrák immár a konzervatív Richelieu-t is túl liberálisnak minősítették, a király 1821 decemberében elbocsátotta, helyére Joseph de Villèle grófot (1773–1854), a konzervatív Artois grófjának bizalmi emberét nevezte ki, aki folytatta a teljes abszolutizmus helyreállítására irányuló intézkedéseket: az egyetemeket az Egyház felügyelete alá helyezte, erősítette a kormány ellenőrzését a sajtó felett, és kíméletlen harcba kezdett a Restaurációt ellenző charbonnerie (olasz nevén carbonari) mozgalom ellen. A Berry hercege elleni merénylet tehát erőteljes politikai jobbratolódást eredményezett, ami 1824 után, X. Károly uralma idején is folytatódott.